# 大分県道609号上爪横川線
大分県道609号上爪横川線（おおいたけんどう609ごう こうづめよこがわせん）は、大分県佐伯市を通る一般県道である。

## 概要
佐伯市宇目大字塩見園から、同市直川大字仁田原に至る。
全線にわたりほぼ2車線であるが、旧南海部郡宇目町と直川村の境界である見明峠前後は狭隘区間が残る。そのため両端区間の生活道路としての利用が主だったが、全長293 mの宇目直川なかよしトンネルを含むふるさと林道大石見明線が2004年（平成16年）に開通し，狭隘区間は回避できるようになってからは佐伯市中心部と旧宇目町を結ぶ路線として注目されるようになった。

### 路線データ
- 起点：大分県佐伯市宇目大字塩見園（大分県道39号小野市重岡線交点）
- 終点：大分県佐伯市直川大字仁田原（国道10号交点）
- 陸上距離：9.4 km

## 歴史
- 2008年（平成20年）2月29日 - 「清見園」は実在しない地名のため、大分県告示第147号により「大分県道609号上爪清見園線」から改称[1]。

## 路線状況

### 道路施設

#### トンネル
- 宇目直川なかよしトンネル：延長293 m、2004年（平成16年）竣工、佐伯市

## 地理

### 通過する自治体
- 佐伯市

### 交差する道路
| 交差する道路             | 交差する場所   | 交差する場所 |
| ------------------------ | -------------- | ------------ |
| 大分県道39号小野市重岡線 | 宇目大字塩見園 | 起点         |
| 国道10号                 | 直川大字仁田原 | 終点         |

### 沿線
- 体験公園亀の甲なおかわ